# Lista di asteroidi (614001-615000)
Di seguito una lista di asteroidi dal numero 614001 al 615000 con data di scoperta e scopritore.

## 614001-614100
| Nome     | Designazione provvisoria | Data di scoperta  | Scopritore           |
| -------- | ------------------------ | ----------------- | -------------------- |
| 614001 - | 2008 PC19                | 7 agosto 2008     | Spacewatch           |
| 614002 - | 2008 PA20                | 7 agosto 2008     | Spacewatch           |
| 614003 - | 2008 QO4                 | 20 agosto 2008    | Spacewatch           |
| 614004 - | 2008 QT6                 | 21 agosto 2008    | Spacewatch           |
| 614005 - | 2008 QC7                 | 26 agosto 2008    | Pises                |
| 614006 - | 2008 QO8                 | 25 agosto 2008    | La Sagra             |
| 614007 - | 2008 QF9                 | 25 agosto 2008    | La Sagra             |
| 614008 - | 2008 QZ12                | 26 agosto 2008    | La Sagra             |
| 614009 - | 2008 QC16                | 27 agosto 2008    | Pises                |
| 614010 - | 2008 QF19                | 21 agosto 2008    | Spacewatch           |
| 614011 - | 2008 QQ23                | 30 agosto 2008    | Bickel, W.           |
| 614012 - | 2008 QY23                | 28 agosto 2008    | Pises                |
| 614013 - | 2008 QW35                | 21 agosto 2008    | Spacewatch           |
| 614014 - | 2008 QT37                | 21 agosto 2008    | Spacewatch           |
| 614015 - | 2008 QK42                | 24 agosto 2008    | Spacewatch           |
| 614016 - | 2008 QZ43                | 26 agosto 2008    | Siding Spring Survey |
| 614017 - | 2008 QE44                | 21 agosto 2008    | Spacewatch           |
| 614018 - | 2008 QY44                | 24 agosto 2008    | LINEAR               |
| 614019 - | 2008 RF3                 | 2 settembre 2008  | Spacewatch           |
| 614020 - | 2008 RK3                 | 2 settembre 2008  | Spacewatch           |
| 614021 - | 2008 RL8                 | 3 settembre 2008  | Spacewatch           |
| 614022 - | 2008 RV13                | 4 settembre 2008  | Spacewatch           |
| 614023 - | 2008 RA19                | 4 settembre 2008  | Spacewatch           |
| 614024 - | 2008 RM21                | 4 settembre 2008  | Spacewatch           |
| 614025 - | 2008 RB24                | 5 settembre 2008  | LINEAR               |
| 614026 - | 2008 RQ31                | 2 settembre 2008  | Spacewatch           |
| 614027 - | 2008 RZ33                | 2 settembre 2008  | Spacewatch           |
| 614028 - | 2008 RW43                | 2 settembre 2008  | Spacewatch           |
| 614029 - | 2008 RN50                | 3 settembre 2008  | Spacewatch           |
| 614030 - | 2008 RD58                | 3 settembre 2008  | Spacewatch           |
| 614031 - | 2008 RK58                | 3 settembre 2008  | Spacewatch           |
| 614032 - | 2008 RP65                | 4 settembre 2008  | Spacewatch           |
| 614033 - | 2008 RV66                | 4 settembre 2008  | Spacewatch           |
| 614034 - | 2008 RU81                | 4 settembre 2008  | Spacewatch           |
| 614035 - | 2008 RD88                | 5 settembre 2008  | Spacewatch           |
| 614036 - | 2008 RJ88                | 5 settembre 2008  | Spacewatch           |
| 614037 - | 2008 RA89                | 5 settembre 2008  | Spacewatch           |
| 614038 - | 2008 RW92                | 6 settembre 2008  | Spacewatch           |
| 614039 - | 2008 RA105               | 6 settembre 2008  | Mt. Lemmon Survey    |
| 614040 - | 2008 RH110               | 3 settembre 2008  | Spacewatch           |
| 614041 - | 2008 RA112               | 4 settembre 2008  | Spacewatch           |
| 614042 - | 2008 RE117               | 8 settembre 2008  | Spacewatch           |
| 614043 - | 2008 RE121               | 2 settembre 2008  | Spacewatch           |
| 614044 - | 2008 RL122               | 3 settembre 2008  | Spacewatch           |
| 614045 - | 2008 RY124               | 6 settembre 2008  | Spacewatch           |
| 614046 - | 2008 RS126               | 4 settembre 2008  | Spacewatch           |
| 614047 - | 2008 RK127               | 6 settembre 2008  | Spacewatch           |
| 614048 - | 2008 RT131               | 6 settembre 2008  | Spacewatch           |
| 614049 - | 2008 RM136               | 4 settembre 2008  | Spacewatch           |
| 614050 - | 2008 RE137               | 5 settembre 2008  | Spacewatch           |
| 614051 - | 2008 RY140               | 9 settembre 2008  | Mt. Lemmon Survey    |
| 614052 - | 2008 SG2                 | 22 settembre 2008 | Tucker, R. A.        |
| 614053 - | 2008 SF13                | 19 settembre 2008 | Spacewatch           |
| 614054 - | 2008 SC29                | 19 settembre 2008 | Spacewatch           |
| 614055 - | 2008 SU32                | 20 settembre 2008 | Spacewatch           |
| 614056 - | 2008 SH33                | 20 settembre 2008 | Mt. Lemmon Survey    |
| 614057 - | 2008 SL36                | 20 settembre 2008 | Spacewatch           |
| 614058 - | 2008 SG38                | 20 settembre 2008 | Spacewatch           |
| 614059 - | 2008 SG40                | 20 settembre 2008 | Spacewatch           |
| 614060 - | 2008 SL40                | 20 settembre 2008 | Spacewatch           |
| 614061 - | 2008 SE45                | 20 settembre 2008 | Spacewatch           |
| 614062 - | 2008 SL47                | 20 settembre 2008 | Spacewatch           |
| 614063 - | 2008 SY54                | 20 settembre 2008 | Mt. Lemmon Survey    |
| 614064 - | 2008 SK55                | 20 settembre 2008 | Mt. Lemmon Survey    |
| 614065 - | 2008 SP63                | 21 settembre 2008 | Mt. Lemmon Survey    |
| 614066 - | 2008 SZ71                | 22 settembre 2008 | Mt. Lemmon Survey    |
| 614067 - | 2008 SD86                | 20 settembre 2008 | Spacewatch           |
| 614068 - | 2008 SK86                | 20 settembre 2008 | Spacewatch           |
| 614069 - | 2008 SV89                | 21 settembre 2008 | Spacewatch           |
| 614070 - | 2008 SN90                | 21 settembre 2008 | Spacewatch           |
| 614071 - | 2008 SX90                | 21 settembre 2008 | Spacewatch           |
| 614072 - | 2008 SH92                | 21 settembre 2008 | Spacewatch           |
| 614073 - | 2008 SY95                | 21 settembre 2008 | Spacewatch           |
| 614074 - | 2008 SP97                | 21 settembre 2008 | Spacewatch           |
| 614075 - | 2008 SZ99                | 21 settembre 2008 | Spacewatch           |
| 614076 - | 2008 SN102               | 21 settembre 2008 | Spacewatch           |
| 614077 - | 2008 SV102               | 21 settembre 2008 | Mt. Lemmon Survey    |
| 614078 - | 2008 SP116               | 22 settembre 2008 | Mt. Lemmon Survey    |
| 614079 - | 2008 SE117               | 22 settembre 2008 | Mt. Lemmon Survey    |
| 614080 - | 2008 SH120               | 22 settembre 2008 | Mt. Lemmon Survey    |
| 614081 - | 2008 SQ120               | 22 settembre 2008 | Mt. Lemmon Survey    |
| 614082 - | 2008 SW125               | 22 settembre 2008 | Mt. Lemmon Survey    |
| 614083 - | 2008 SV132               | 22 settembre 2008 | Spacewatch           |
| 614084 - | 2008 SM137               | 23 settembre 2008 | Spacewatch           |
| 614085 - | 2008 SV139               | 24 settembre 2008 | CSS                  |
| 614086 - | 2008 SA142               | 24 settembre 2008 | Mt. Lemmon Survey    |
| 614087 - | 2008 SS145               | 21 settembre 2008 | CSS                  |
| 614088 - | 2008 SW150               | 29 settembre 2008 | Siding Spring Survey |
| 614089 - | 2008 SY160               | 28 settembre 2008 | LINEAR               |
| 614090 - | 2008 SM161               | 28 settembre 2008 | LINEAR               |
| 614091 - | 2008 SQ165               | 28 settembre 2008 | LINEAR               |
| 614092 - | 2008 SU166               | 28 settembre 2008 | LINEAR               |
| 614093 - | 2008 SZ170               | 21 settembre 2008 | Mt. Lemmon Survey    |
| 614094 - | 2008 SZ171               | 21 settembre 2008 | Mt. Lemmon Survey    |
| 614095 - | 2008 SU175               | 23 settembre 2008 | Spacewatch           |
| 614096 - | 2008 SA179               | 24 settembre 2008 | Spacewatch           |
| 614097 - | 2008 SR179               | 24 settembre 2008 | Spacewatch           |
| 614098 - | 2008 SY189               | 25 settembre 2008 | Spacewatch           |
| 614099 - | 2008 SR194               | 25 settembre 2008 | Spacewatch           |
| 614100 - | 2008 SQ199               | 26 settembre 2008 | Spacewatch           |

## 614101-614200
| Nome     | Designazione provvisoria | Data di scoperta  | Scopritore                        |
| -------- | ------------------------ | ----------------- | --------------------------------- |
| 614101 - | 2008 SJ201               | 26 settembre 2008 | Spacewatch                        |
| 614102 - | 2008 SU206               | 26 settembre 2008 | Spacewatch                        |
| 614103 - | 2008 SE207               | 26 settembre 2008 | Spacewatch                        |
| 614104 - | 2008 SH209               | 28 settembre 2008 | Astronomical Research Observatory |
| 614105 - | 2008 SQ211               | 28 settembre 2008 | Mt. Lemmon Survey                 |
| 614106 - | 2008 SO214               | 29 settembre 2008 | Mt. Lemmon Survey                 |
| 614107 - | 2008 SB215               | 29 settembre 2008 | Mt. Lemmon Survey                 |
| 614108 - | 2008 SU237               | 29 settembre 2008 | CSS                               |
| 614109 - | 2008 SH238               | 29 settembre 2008 | Spacewatch                        |
| 614110 - | 2008 SL243               | 29 settembre 2008 | Spacewatch                        |
| 614111 - | 2008 SK244               | 25 settembre 2008 | Mt. Lemmon Survey                 |
| 614112 - | 2008 SY252               | 21 settembre 2008 | Spacewatch                        |
| 614113 - | 2008 SJ261               | 23 settembre 2008 | Spacewatch                        |
| 614114 - | 2008 SG262               | 24 settembre 2008 | Spacewatch                        |
| 614115 - | 2008 SE271               | 28 settembre 2008 | Mt. Lemmon Survey                 |
| 614116 - | 2008 SD272               | 30 settembre 2008 | CSS                               |
| 614117 - | 2008 SG272               | 22 settembre 2008 | Mt. Lemmon Survey                 |
| 614118 - | 2008 SP275               | 23 settembre 2008 | Spacewatch                        |
| 614119 - | 2008 SU275               | 23 settembre 2008 | Mt. Lemmon Survey                 |
| 614120 - | 2008 SV275               | 23 settembre 2008 | Mt. Lemmon Survey                 |
| 614121 - | 2008 SJ276               | 23 settembre 2008 | Mt. Lemmon Survey                 |
| 614122 - | 2008 SX276               | 24 settembre 2008 | Mt. Lemmon Survey                 |
| 614123 - | 2008 SK279               | 19 settembre 2008 | Spacewatch                        |
| 614124 - | 2008 SM279               | 19 settembre 2008 | Spacewatch                        |
| 614125 - | 2008 SW280               | 29 settembre 2008 | Mt. Lemmon Survey                 |
| 614126 - | 2008 SY280               | 22 settembre 2008 | Mt. Lemmon Survey                 |
| 614127 - | 2008 SJ286               | 22 settembre 2008 | Mt. Lemmon Survey                 |
| 614128 - | 2008 SP289               | 26 settembre 2008 | Spacewatch                        |
| 614129 - | 2008 SW299               | 22 settembre 2008 | Spacewatch                        |
| 614130 - | 2008 SQ303               | 24 settembre 2008 | Mt. Lemmon Survey                 |
| 614131 - | 2008 SW303               | 24 settembre 2008 | Spacewatch                        |
| 614132 - | 2008 TL1                 | 1º ottobre 2008   | LINEAR                            |
| 614133 - | 2008 TS2                 | 1º ottobre 2008   | Mt. Lemmon Survey                 |
| 614134 - | 2008 TC4                 | 7 ottobre 2008    | LINEAR                            |
| 614135 - | 2008 TN4                 | 1º ottobre 2008   | La Sagra                          |
| 614136 - | 2008 TP5                 | 1º ottobre 2008   | La Sagra                          |
| 614137 - | 2008 TH10                | 8 ottobre 2008    | Schwab, E.                        |
| 614138 - | 2008 TM17                | 1º ottobre 2008   | Mt. Lemmon Survey                 |
| 614139 - | 2008 TG18                | 1º ottobre 2008   | Mt. Lemmon Survey                 |
| 614140 - | 2008 TX18                | 1º ottobre 2008   | Mt. Lemmon Survey                 |
| 614141 - | 2008 TM21                | 1º ottobre 2008   | Mt. Lemmon Survey                 |
| 614142 - | 2008 TP22                | 1º ottobre 2008   | Spacewatch                        |
| 614143 - | 2008 TV27                | 1º ottobre 2008   | La Sagra                          |
| 614144 - | 2008 TU32                | 1º ottobre 2008   | Spacewatch                        |
| 614145 - | 2008 TP34                | 1º ottobre 2008   | Mt. Lemmon Survey                 |
| 614146 - | 2008 TQ38                | 1º ottobre 2008   | Spacewatch                        |
| 614147 - | 2008 TZ38                | 1º ottobre 2008   | Spacewatch                        |
| 614148 - | 2008 TF39                | 1º ottobre 2008   | Spacewatch                        |
| 614149 - | 2008 TR41                | 1º ottobre 2008   | Mt. Lemmon Survey                 |
| 614150 - | 2008 TU62                | 2 ottobre 2008    | Spacewatch                        |
| 614151 - | 2008 TT72                | 2 ottobre 2008    | Spacewatch                        |
| 614152 - | 2008 TC74                | 2 ottobre 2008    | Spacewatch                        |
| 614153 - | 2008 TM76                | 2 ottobre 2008    | Mt. Lemmon Survey                 |
| 614154 - | 2008 TY79                | 2 ottobre 2008    | Mt. Lemmon Survey                 |
| 614155 - | 2008 TM83                | 3 ottobre 2008    | Spacewatch                        |
| 614156 - | 2008 TP89                | 3 ottobre 2008    | Spacewatch                        |
| 614157 - | 2008 TM101               | 6 ottobre 2008    | Spacewatch                        |
| 614158 - | 2008 TX116               | 6 ottobre 2008    | Spacewatch                        |
| 614159 - | 2008 TR127               | 8 ottobre 2008    | CSS                               |
| 614160 - | 2008 TE128               | 8 ottobre 2008    | Mt. Lemmon Survey                 |
| 614161 - | 2008 TM134               | 8 ottobre 2008    | Spacewatch                        |
| 614162 - | 2008 TK135               | 8 ottobre 2008    | Spacewatch                        |
| 614163 - | 2008 TP136               | 8 ottobre 2008    | Spacewatch                        |
| 614164 - | 2008 TR136               | 8 ottobre 2008    | Spacewatch                        |
| 614165 - | 2008 TY136               | 8 ottobre 2008    | Spacewatch                        |
| 614166 - | 2008 TR138               | 8 ottobre 2008    | Mt. Lemmon Survey                 |
| 614167 - | 2008 TU154               | 9 ottobre 2008    | Mt. Lemmon Survey                 |
| 614168 - | 2008 TB161               | 6 ottobre 2008    | CSS                               |
| 614169 - | 2008 TY163               | 1º ottobre 2008   | Spacewatch                        |
| 614170 - | 2008 TZ165               | 6 ottobre 2008    | CSS                               |
| 614171 - | 2008 TF166               | 6 ottobre 2008    | Mt. Lemmon Survey                 |
| 614172 - | 2008 TP167               | 9 ottobre 2008    | Spacewatch                        |
| 614173 - | 2008 TL172               | 3 ottobre 2008    | Mt. Lemmon Survey                 |
| 614174 - | 2008 TX173               | 2 ottobre 2008    | Spacewatch                        |
| 614175 - | 2008 TX174               | 8 ottobre 2008    | Spacewatch                        |
| 614176 - | 2008 TC187               | 8 ottobre 2008    | Spacewatch                        |
| 614177 - | 2008 UA9                 | 17 ottobre 2008   | Spacewatch                        |
| 614178 - | 2008 UM13                | 17 ottobre 2008   | Spacewatch                        |
| 614179 - | 2008 US13                | 17 ottobre 2008   | Spacewatch                        |
| 614180 - | 2008 UB19                | 19 ottobre 2008   | Spacewatch                        |
| 614181 - | 2008 UX20                | 19 ottobre 2008   | Spacewatch                        |
| 614182 - | 2008 UZ23                | 20 ottobre 2008   | Spacewatch                        |
| 614183 - | 2008 UV28                | 20 ottobre 2008   | Spacewatch                        |
| 614184 - | 2008 UY29                | 20 ottobre 2008   | Spacewatch                        |
| 614185 - | 2008 UF30                | 20 ottobre 2008   | Spacewatch                        |
| 614186 - | 2008 US30                | 20 ottobre 2008   | Spacewatch                        |
| 614187 - | 2008 UN31                | 20 ottobre 2008   | Spacewatch                        |
| 614188 - | 2008 UO34                | 20 ottobre 2008   | Spacewatch                        |
| 614189 - | 2008 US34                | 20 ottobre 2008   | Spacewatch                        |
| 614190 - | 2008 UF37                | 20 ottobre 2008   | Spacewatch                        |
| 614191 - | 2008 UN37                | 20 ottobre 2008   | Spacewatch                        |
| 614192 - | 2008 UM39                | 20 ottobre 2008   | Mt. Lemmon Survey                 |
| 614193 - | 2008 UH40                | 20 ottobre 2008   | Spacewatch                        |
| 614194 - | 2008 UP41                | 20 ottobre 2008   | Spacewatch                        |
| 614195 - | 2008 UY42                | 20 ottobre 2008   | Spacewatch                        |
| 614196 - | 2008 UP45                | 20 ottobre 2008   | Mt. Lemmon Survey                 |
| 614197 - | 2008 UQ45                | 20 ottobre 2008   | Mt. Lemmon Survey                 |
| 614198 - | 2008 UW48                | 20 ottobre 2008   | Spacewatch                        |
| 614199 - | 2008 UY48                | 20 ottobre 2008   | Spacewatch                        |
| 614200 - | 2008 UM62                | 21 ottobre 2008   | Spacewatch                        |

## 614201-614300
| Nome     | Designazione provvisoria | Data di scoperta | Scopritore               |
| -------- | ------------------------ | ---------------- | ------------------------ |
| 614201 - | 2008 UF66                | 21 ottobre 2008  | Spacewatch               |
| 614202 - | 2008 UK80                | 22 ottobre 2008  | Spacewatch               |
| 614203 - | 2008 UL80                | 22 ottobre 2008  | Spacewatch               |
| 614204 - | 2008 UQ82                | 22 ottobre 2008  | Spacewatch               |
| 614205 - | 2008 UM106               | 21 ottobre 2008  | Spacewatch               |
| 614206 - | 2008 UG115               | 22 ottobre 2008  | Spacewatch               |
| 614207 - | 2008 UZ119               | 22 ottobre 2008  | Spacewatch               |
| 614208 - | 2008 US121               | 22 ottobre 2008  | Spacewatch               |
| 614209 - | 2008 UX121               | 22 ottobre 2008  | Spacewatch               |
| 614210 - | 2008 UF125               | 22 ottobre 2008  | Spacewatch               |
| 614211 - | 2008 UD135               | 23 ottobre 2008  | Spacewatch               |
| 614212 - | 2008 UF135               | 23 ottobre 2008  | Spacewatch               |
| 614213 - | 2008 UE136               | 23 ottobre 2008  | Spacewatch               |
| 614214 - | 2008 UZ140               | 23 ottobre 2008  | Spacewatch               |
| 614215 - | 2008 UL142               | 23 ottobre 2008  | Spacewatch               |
| 614216 - | 2008 UM146               | 23 ottobre 2008  | Spacewatch               |
| 614217 - | 2008 UR161               | 24 ottobre 2008  | Spacewatch               |
| 614218 - | 2008 UH170               | 24 ottobre 2008  | CSS                      |
| 614219 - | 2008 UD171               | 24 ottobre 2008  | Spacewatch               |
| 614220 - | 2008 UJ171               | 24 ottobre 2008  | Spacewatch               |
| 614221 - | 2008 UQ174               | 24 ottobre 2008  | Spacewatch               |
| 614222 - | 2008 UB179               | 24 ottobre 2008  | CSS                      |
| 614223 - | 2008 UQ190               | 25 ottobre 2008  | Spacewatch               |
| 614224 - | 2008 UE194               | 26 ottobre 2008  | Spacewatch               |
| 614225 - | 2008 UF205               | 27 ottobre 2008  | CSS                      |
| 614226 - | 2008 UZ208               | 23 ottobre 2008  | Spacewatch               |
| 614227 - | 2008 UM222               | 25 ottobre 2008  | Spacewatch               |
| 614228 - | 2008 UQ223               | 25 ottobre 2008  | Mt. Lemmon Survey        |
| 614229 - | 2008 UQ228               | 25 ottobre 2008  | Spacewatch               |
| 614230 - | 2008 UB232               | 26 ottobre 2008  | Mt. Lemmon Survey        |
| 614231 - | 2008 UD232               | 26 ottobre 2008  | Mt. Lemmon Survey        |
| 614232 - | 2008 UA251               | 27 ottobre 2008  | Spacewatch               |
| 614233 - | 2008 UB261               | 27 ottobre 2008  | Mt. Lemmon Survey        |
| 614234 - | 2008 UC263               | 27 ottobre 2008  | Spacewatch               |
| 614235 - | 2008 UX264               | 28 ottobre 2008  | Spacewatch               |
| 614236 - | 2008 UP267               | 28 ottobre 2008  | Spacewatch               |
| 614237 - | 2008 UO279               | 28 ottobre 2008  | Mt. Lemmon Survey        |
| 614238 - | 2008 UA282               | 28 ottobre 2008  | Spacewatch               |
| 614239 - | 2008 UW282               | 28 ottobre 2008  | Mt. Lemmon Survey        |
| 614240 - | 2008 UW287               | 28 ottobre 2008  | Mt. Lemmon Survey        |
| 614241 - | 2008 UT295               | 29 ottobre 2008  | Spacewatch               |
| 614242 - | 2008 UR297               | 29 ottobre 2008  | Spacewatch               |
| 614243 - | 2008 UJ298               | 29 ottobre 2008  | Spacewatch               |
| 614244 - | 2008 UJ302               | 29 ottobre 2008  | Spacewatch               |
| 614245 - | 2008 UM304               | 29 ottobre 2008  | Spacewatch               |
| 614246 - | 2008 UA305               | 29 ottobre 2008  | Mt. Lemmon Survey        |
| 614247 - | 2008 UM305               | 30 ottobre 2008  | Spacewatch               |
| 614248 - | 2008 UN311               | 30 ottobre 2008  | Spacewatch               |
| 614249 - | 2008 UY312               | 30 ottobre 2008  | Spacewatch               |
| 614250 - | 2008 UE314               | 30 ottobre 2008  | Spacewatch               |
| 614251 - | 2008 UL329               | 31 ottobre 2008  | Spacewatch               |
| 614252 - | 2008 UN335               | 20 ottobre 2008  | Spacewatch               |
| 614253 - | 2008 UY335               | 20 ottobre 2008  | Spacewatch               |
| 614254 - | 2008 UD336               | 20 ottobre 2008  | Spacewatch               |
| 614255 - | 2008 UY338               | 22 ottobre 2008  | Spacewatch               |
| 614256 - | 2008 UB344               | 25 ottobre 2008  | Mt. Lemmon Survey        |
| 614257 - | 2008 UM347               | 21 ottobre 2008  | Spacewatch               |
| 614258 - | 2008 UW348               | 26 ottobre 2008  | Mt. Lemmon Survey        |
| 614259 - | 2008 UC351               | 27 ottobre 2008  | Spacewatch               |
| 614260 - | 2008 UG351               | 27 ottobre 2008  | Mt. Lemmon Survey        |
| 614261 - | 2008 UT356               | 23 ottobre 2008  | Mt. Lemmon Survey        |
| 614262 - | 2008 UE357               | 24 ottobre 2008  | CSS                      |
| 614263 - | 2008 UM364               | 28 ottobre 2008  | CSS                      |
| 614264 - | 2008 UJ368               | 23 ottobre 2008  | Mt. Lemmon Survey        |
| 614265 - | 2008 UH370               | 28 ottobre 2008  | Spacewatch               |
| 614266 - | 2008 VN                  | 1º novembre 2008 | LINEAR                   |
| 614267 - | 2008 VP21                | 1º novembre 2008 | Mt. Lemmon Survey        |
| 614268 - | 2008 VO22                | 1º novembre 2008 | Mt. Lemmon Survey        |
| 614269 - | 2008 VC23                | 1º novembre 2008 | Spacewatch               |
| 614270 - | 2008 VT49                | 4 novembre 2008  | Spacewatch               |
| 614271 - | 2008 VN57                | 6 novembre 2008  | Mt. Lemmon Survey        |
| 614272 - | 2008 VD61                | 8 novembre 2008  | Mt. Lemmon Survey        |
| 614273 - | 2008 VC67                | 7 novembre 2008  | Mt. Lemmon Survey        |
| 614274 - | 2008 WQ5                 | 17 novembre 2008 | Spacewatch               |
| 614275 - | 2008 WL9                 | 17 novembre 2008 | Spacewatch               |
| 614276 - | 2008 WY10                | 18 novembre 2008 | CSS                      |
| 614277 - | 2008 WS16                | 17 novembre 2008 | Spacewatch               |
| 614278 - | 2008 WZ18                | 17 novembre 2008 | Spacewatch               |
| 614279 - | 2008 WC22                | 18 novembre 2008 | Spacewatch               |
| 614280 - | 2008 WM28                | 19 novembre 2008 | Mt. Lemmon Survey        |
| 614281 - | 2008 WP29                | 19 novembre 2008 | Spacewatch               |
| 614282 - | 2008 WD30                | 19 novembre 2008 | Mt. Lemmon Survey        |
| 614283 - | 2008 WS31                | 19 novembre 2008 | Mt. Lemmon Survey        |
| 614284 - | 2008 WZ40                | 17 novembre 2008 | Spacewatch               |
| 614285 - | 2008 WG65                | 17 novembre 2008 | Spacewatch               |
| 614286 - | 2008 WP68                | 18 novembre 2008 | Spacewatch               |
| 614287 - | 2008 WL72                | 19 novembre 2008 | Mt. Lemmon Survey        |
| 614288 - | 2008 WL80                | 20 novembre 2008 | Spacewatch               |
| 614289 - | 2008 WV83                | 20 novembre 2008 | Spacewatch               |
| 614290 - | 2008 WH87                | 21 novembre 2008 | Mt. Lemmon Survey        |
| 614291 - | 2008 WC96                | 28 novembre 2008 | Dillon, W. G., Wells, D. |
| 614292 - | 2008 WH97                | 18 novembre 2008 | CSS                      |
| 614293 - | 2008 WO97                | 19 novembre 2008 | CSS                      |
| 614294 - | 2008 WK124               | 23 novembre 2008 | La Sagra                 |
| 614295 - | 2008 WS127               | 19 novembre 2008 | Spacewatch               |
| 614296 - | 2008 WX132               | 26 novembre 2008 | La Sagra                 |
| 614297 - | 2008 XP3                 | 2 dicembre 2008  | LINEAR                   |
| 614298 - | 2008 XA5                 | 4 dicembre 2008  | LINEAR                   |
| 614299 - | 2008 XR26                | 4 dicembre 2008  | Mt. Lemmon Survey        |
| 614300 - | 2008 XC32                | 2 dicembre 2008  | Spacewatch               |

## 614301-614400
| Nome     | Designazione provvisoria | Data di scoperta | Scopritore        |
| -------- | ------------------------ | ---------------- | ----------------- |
| 614301 - | 2008 XD36                | 2 dicembre 2008  | Spacewatch        |
| 614302 - | 2008 XP36                | 2 dicembre 2008  | Spacewatch        |
| 614303 - | 2008 XH44                | 3 dicembre 2008  | Spacewatch        |
| 614304 - | 2008 XT48                | 4 dicembre 2008  | Mt. Lemmon Survey |
| 614305 - | 2008 XZ48                | 4 dicembre 2008  | Spacewatch        |
| 614306 - | 2008 YS                  | 19 dicembre 2008 | Hormuth, F.       |
| 614307 - | 2008 YT3                 | 21 dicembre 2008 | Hormuth, F.       |
| 614308 - | 2008 YS9                 | 23 dicembre 2008 | Sarneczky, K.     |
| 614309 - | 2008 YN10                | 20 dicembre 2008 | Mt. Lemmon Survey |
| 614310 - | 2008 YZ11                | 21 dicembre 2008 | Mt. Lemmon Survey |
| 614311 - | 2008 YQ14                | 21 dicembre 2008 | Spacewatch        |
| 614312 - | 2008 YE25                | 21 dicembre 2008 | Spacewatch        |
| 614313 - | 2008 YR27                | 29 dicembre 2008 | Mt. Lemmon Survey |
| 614314 - | 2008 YB30                | 30 dicembre 2008 | CSS               |
| 614315 - | 2008 YX31                | 30 dicembre 2008 | Ryan, W. H.       |
| 614316 - | 2008 YZ32                | 31 dicembre 2008 | CSS               |
| 614317 - | 2008 YR35                | 22 dicembre 2008 | Spacewatch        |
| 614318 - | 2008 YG82                | 31 dicembre 2008 | Spacewatch        |
| 614319 - | 2008 YF91                | 29 dicembre 2008 | Spacewatch        |
| 614320 - | 2008 YO92                | 29 dicembre 2008 | Spacewatch        |
| 614321 - | 2008 YS92                | 29 dicembre 2008 | Spacewatch        |
| 614322 - | 2008 YZ97                | 29 dicembre 2008 | Mt. Lemmon Survey |
| 614323 - | 2008 YE99                | 29 dicembre 2008 | Spacewatch        |
| 614324 - | 2008 YV99                | 29 dicembre 2008 | Spacewatch        |
| 614325 - | 2008 YE104               | 29 dicembre 2008 | Spacewatch        |
| 614326 - | 2008 YE107               | 29 dicembre 2008 | Spacewatch        |
| 614327 - | 2008 YS107               | 29 dicembre 2008 | Spacewatch        |
| 614328 - | 2008 YL141               | 30 dicembre 2008 | Spacewatch        |
| 614329 - | 2008 YV149               | 21 dicembre 2008 | Spacewatch        |
| 614330 - | 2008 YC150               | 21 dicembre 2008 | Mt. Lemmon Survey |
| 614331 - | 2008 YP159               | 21 dicembre 2008 | Spacewatch        |
| 614332 - | 2008 YB160               | 30 dicembre 2008 | Mt. Lemmon Survey |
| 614333 - | 2008 YU162               | 22 dicembre 2008 | Spacewatch        |
| 614334 - | 2008 YA163               | 29 dicembre 2008 | Spacewatch        |
| 614335 - | 2008 YP165               | 29 dicembre 2008 | Spacewatch        |
| 614336 - | 2008 YM171               | 31 dicembre 2008 | LINEAR            |
| 614337 - | 2008 YX171               | 29 dicembre 2008 | Mt. Lemmon Survey |
| 614338 - | 2009 AZ2                 | 1º gennaio 2009  | Spacewatch        |
| 614339 - | 2009 AD5                 | 1º gennaio 2009  | Spacewatch        |
| 614340 - | 2009 AG8                 | 1º gennaio 2009  | Spacewatch        |
| 614341 - | 2009 AE14                | 2 gennaio 2009   | Mt. Lemmon Survey |
| 614342 - | 2009 AS20                | 2 gennaio 2009   | Mt. Lemmon Survey |
| 614343 - | 2009 AY21                | 3 gennaio 2009   | Spacewatch        |
| 614344 - | 2009 AA38                | 15 gennaio 2009  | Spacewatch        |
| 614345 - | 2009 AS43                | 2 gennaio 2009   | Mt. Lemmon Survey |
| 614346 - | 2009 BL19                | 16 gennaio 2009  | Mt. Lemmon Survey |
| 614347 - | 2009 BR23                | 17 gennaio 2009  | Spacewatch        |
| 614348 - | 2009 BY25                | 16 gennaio 2009  | Spacewatch        |
| 614349 - | 2009 BY27                | 16 gennaio 2009  | Spacewatch        |
| 614350 - | 2009 BJ33                | 16 gennaio 2009  | Spacewatch        |
| 614351 - | 2009 BP34                | 16 gennaio 2009  | Spacewatch        |
| 614352 - | 2009 BL42                | 16 gennaio 2009  | Spacewatch        |
| 614353 - | 2009 BJ44                | 16 gennaio 2009  | Spacewatch        |
| 614354 - | 2009 BY49                | 16 gennaio 2009  | Mt. Lemmon Survey |
| 614355 - | 2009 BE54                | 16 gennaio 2009  | Mt. Lemmon Survey |
| 614356 - | 2009 BE61                | 18 gennaio 2009  | CSS               |
| 614357 - | 2009 BW66                | 20 gennaio 2009  | Spacewatch        |
| 614358 - | 2009 BS77                | 25 gennaio 2009  | LINEAR            |
| 614359 - | 2009 BW86                | 25 gennaio 2009  | Spacewatch        |
| 614360 - | 2009 BP91                | 25 gennaio 2009  | Spacewatch        |
| 614361 - | 2009 BF92                | 25 gennaio 2009  | Spacewatch        |
| 614362 - | 2009 BK95                | 26 gennaio 2009  | Mt. Lemmon Survey |
| 614363 - | 2009 BP101               | 29 gennaio 2009  | Mt. Lemmon Survey |
| 614364 - | 2009 BV104               | 25 gennaio 2009  | Spacewatch        |
| 614365 - | 2009 BQ111               | 29 gennaio 2009  | Spacewatch        |
| 614366 - | 2009 BA112               | 29 gennaio 2009  | Spacewatch        |
| 614367 - | 2009 BP119               | 30 gennaio 2009  | Spacewatch        |
| 614368 - | 2009 BR126               | 29 gennaio 2009  | Spacewatch        |
| 614369 - | 2009 BH160               | 31 gennaio 2009  | Mt. Lemmon Survey |
| 614370 - | 2009 BE178               | 31 gennaio 2009  | Spacewatch        |
| 614371 - | 2009 BW180               | 31 gennaio 2009  | Spacewatch        |
| 614372 - | 2009 BM183               | 25 gennaio 2009  | Spacewatch        |
| 614373 - | 2009 BF188               | 26 gennaio 2009  | LINEAR            |
| 614374 - | 2009 CR2                 | 3 febbraio 2009  | CSS               |
| 614375 - | 2009 CP21                | 1º febbraio 2009 | Spacewatch        |
| 614376 - | 2009 CA26                | 1º febbraio 2009 | Spacewatch        |
| 614377 - | 2009 CA28                | 1º febbraio 2009 | Spacewatch        |
| 614378 - | 2009 CS33                | 2 febbraio 2009  | Spacewatch        |
| 614379 - | 2009 CW35                | 2 febbraio 2009  | Mt. Lemmon Survey |
| 614380 - | 2009 CE36                | 2 febbraio 2009  | Mt. Lemmon Survey |
| 614381 - | 2009 CK41                | 13 febbraio 2009 | Spacewatch        |
| 614382 - | 2009 CR41                | 13 febbraio 2009 | Spacewatch        |
| 614383 - | 2009 CL48                | 14 febbraio 2009 | Spacewatch        |
| 614384 - | 2009 CD52                | 14 febbraio 2009 | Mt. Lemmon Survey |
| 614385 - | 2009 CG57                | 1º febbraio 2009 | Spacewatch        |
| 614386 - | 2009 CE59                | 5 febbraio 2009  | Spacewatch        |
| 614387 - | 2009 DX19                | 21 febbraio 2009 | CSS               |
| 614388 - | 2009 DR25                | 21 febbraio 2009 | Mt. Lemmon Survey |
| 614389 - | 2009 DQ27                | 22 febbraio 2009 | Hormuth, F.       |
| 614390 - | 2009 DV30                | 23 febbraio 2009 | Hormuth, F.       |
| 614391 - | 2009 DB35                | 20 febbraio 2009 | Spacewatch        |
| 614392 - | 2009 DT50                | 19 febbraio 2009 | Spacewatch        |
| 614393 - | 2009 DE53                | 22 febbraio 2009 | Spacewatch        |
| 614394 - | 2009 DF53                | 22 febbraio 2009 | Spacewatch        |
| 614395 - | 2009 DH66                | 24 febbraio 2009 | Mt. Lemmon Survey |
| 614396 - | 2009 DK68                | 21 febbraio 2009 | Mt. Lemmon Survey |
| 614397 - | 2009 DN73                | 26 febbraio 2009 | Mt. Lemmon Survey |
| 614398 - | 2009 DJ85                | 27 febbraio 2009 | Spacewatch        |
| 614399 - | 2009 DY102               | 26 febbraio 2009 | Spacewatch        |
| 614400 - | 2009 DS105               | 26 febbraio 2009 | Spacewatch        |

## 614401-614500
| Nome             | Designazione provvisoria | Data di scoperta  | Scopritore             |
| ---------------- | ------------------------ | ----------------- | ---------------------- |
| 614401 -         | 2009 DD110               | 19 febbraio 2009  | CSS                    |
| 614402 -         | 2009 DL114               | 25 febbraio 2009  | Hormuth, F.            |
| 614403 -         | 2009 DF115               | 26 febbraio 2009  | CSS                    |
| 614404 -         | 2009 DF124               | 19 febbraio 2009  | Spacewatch             |
| 614405 -         | 2009 EL9                 | 1º marzo 2009     | Spacewatch             |
| 614406 -         | 2009 FV4                 | 19 marzo 2009     | Mt. Lemmon Survey      |
| 614407 -         | 2009 FY12                | 18 marzo 2009     | Mt. Lemmon Survey      |
| 614408 -         | 2009 FZ12                | 18 marzo 2009     | Mt. Lemmon Survey      |
| 614409 -         | 2009 FP44                | 19 marzo 2009     | Mt. Lemmon Survey      |
| 614410 -         | 2009 FK45                | 29 marzo 2009     | Spacewatch             |
| 614411 -         | 2009 FT50                | 28 marzo 2009     | Spacewatch             |
| 614412 -         | 2009 FA56                | 19 marzo 2009     | CSS                    |
| 614413 -         | 2009 FP56                | 23 marzo 2009     | Mt. Lemmon Survey      |
| 614414 -         | 2009 FB65                | 17 marzo 2009     | Spacewatch             |
| 614415 -         | 2009 FF68                | 29 marzo 2009     | Spacewatch             |
| 614416 -         | 2009 FU70                | 22 marzo 2009     | CSS                    |
| 614417 -         | 2009 HB                  | 16 aprile 2009    | CSS                    |
| 614418 -         | 2009 HE2                 | 17 aprile 2009    | CSS                    |
| 614419 -         | 2009 HO3                 | 17 aprile 2009    | Spacewatch             |
| 614420 -         | 2009 HZ5                 | 17 aprile 2009    | Spacewatch             |
| 614421 -         | 2009 HS51                | 20 aprile 2009    | Mt. Lemmon Survey      |
| 614422 -         | 2009 HC73                | 18 aprile 2009    | Spacewatch             |
| 614423 -         | 2009 HG77                | 28 aprile 2009    | Mt. Lemmon Survey      |
| 614424 -         | 2009 HP97                | 17 aprile 2009    | Mt. Lemmon Survey      |
| 614425 -         | 2009 HY101               | 18 aprile 2009    | Spacewatch             |
| 614426 -         | 2009 HR106               | 20 aprile 2009    | Spacewatch             |
| 614427 -         | 2009 JK1                 | 5 maggio 2009     | Spacewatch             |
| 614428 -         | 2009 JN1                 | 2 maggio 2009     | PMO NEO Survey Program |
| 614429 -         | 2009 JN6                 | 13 maggio 2009    | Spacewatch             |
| 614430 -         | 2009 JR6                 | 13 maggio 2009    | Mt. Lemmon Survey      |
| 614431 -         | 2009 JP9                 | 14 maggio 2009    | Spacewatch             |
| 614432 -         | 2009 KG                  | 17 maggio 2009    | Molnar, L. A.          |
| 614433 -         | 2009 KK                  | 17 maggio 2009    | CSS                    |
| 614434 -         | 2009 KZ5                 | 25 maggio 2009    | Mt. Lemmon Survey      |
| 614435 -         | 2009 KT15                | 26 maggio 2009    | Spacewatch             |
| 614436 -         | 2009 KZ15                | 26 maggio 2009    | Spacewatch             |
| 614437 -         | 2009 OZ6                 | 27 luglio 2009    | Calvin College         |
| 614438 -         | 2009 OK9                 | 28 luglio 2009    | La Sagra               |
| 614439 -         | 2009 OS16                | 28 luglio 2009    | Spacewatch             |
| 614440 -         | 2009 PA2                 | 15 agosto 2009    | Molnar, L. A.          |
| 614441 -         | 2009 PN3                 | 12 agosto 2009    | La Sagra               |
| 614442 -         | 2009 PK5                 | 15 agosto 2009    | La Sagra               |
| 614443 -         | 2009 PW5                 | 10 agosto 2009    | Spacewatch             |
| 614444 -         | 2009 PA9                 | 15 agosto 2009    | Spacewatch             |
| 614445 -         | 2009 PQ19                | 15 agosto 2009    | LINEAR                 |
| 614446 -         | 2009 PN20                | 15 agosto 2009    | CSS                    |
| 614447 -         | 2009 QX16                | 17 agosto 2009    | La Sagra               |
| 614448 -         | 2009 QN24                | 16 agosto 2009    | CSS                    |
| 614449 -         | 2009 QB36                | 29 agosto 2009    | LINEAR                 |
| 614450 -         | 2009 QB40                | 25 agosto 2009    | Hug, G.                |
| 614451 -         | 2009 QW41                | 25 agosto 2009    | La Sagra               |
| 614452 -         | 2009 QQ42                | 26 agosto 2009    | La Sagra               |
| 614453 -         | 2009 QH49                | 28 agosto 2009    | Spacewatch             |
| 614454 -         | 2009 RR1                 | 10 settembre 2009 | La Sagra               |
| 614455 -         | 2009 RP6                 | 15 settembre 2009 | BATTeRS                |
| 614456 -         | 2009 RD9                 | 12 settembre 2009 | Spacewatch             |
| 614457 -         | 2009 RE12                | 12 settembre 2009 | Spacewatch             |
| 614458 -         | 2009 RX12                | 12 settembre 2009 | Spacewatch             |
| 614459 -         | 2009 RX14                | 12 settembre 2009 | Spacewatch             |
| 614460 -         | 2009 RH23                | 15 settembre 2009 | Spacewatch             |
| 614461 -         | 2009 RJ39                | 15 settembre 2009 | Spacewatch             |
| 614462 -         | 2009 RC40                | 15 settembre 2009 | Spacewatch             |
| 614463 -         | 2009 RY44                | 15 settembre 2009 | Spacewatch             |
| 614464 -         | 2009 RF49                | 15 settembre 2009 | Spacewatch             |
| 614465 -         | 2009 RJ49                | 15 settembre 2009 | Spacewatch             |
| 614466 -         | 2009 RD71                | 15 settembre 2009 | Spacewatch             |
| 614467 -         | 2009 RL71                | 15 settembre 2009 | Spacewatch             |
| 614468 -         | 2009 RK72                | 15 settembre 2009 | Spacewatch             |
| 614469 -         | 2009 RR73                | 14 settembre 2009 | Spacewatch             |
| 614470 Flordeneu | 2009 ST19                | 16 settembre 2009 | Bosch, J. M.           |
| 614471 -         | 2009 SP32                | 16 settembre 2009 | Spacewatch             |
| 614472 -         | 2009 SF47                | 16 settembre 2009 | Spacewatch             |
| 614473 -         | 2009 SZ67                | 17 settembre 2009 | Spacewatch             |
| 614474 -         | 2009 SP72                | 17 settembre 2009 | Mt. Lemmon Survey      |
| 614475 -         | 2009 SZ74                | 17 settembre 2009 | Spacewatch             |
| 614476 -         | 2009 SJ75                | 17 settembre 2009 | Spacewatch             |
| 614477 -         | 2009 SA78                | 18 settembre 2009 | Spacewatch             |
| 614478 -         | 2009 SN98                | 24 settembre 2009 | Mt. Lemmon Survey      |
| 614479 -         | 2009 SV107               | 16 settembre 2009 | Mt. Lemmon Survey      |
| 614480 -         | 2009 SH116               | 18 settembre 2009 | Mt. Lemmon Survey      |
| 614481 -         | 2009 SY117               | 18 settembre 2009 | Spacewatch             |
| 614482 -         | 2009 SZ124               | 18 settembre 2009 | Spacewatch             |
| 614483 -         | 2009 SZ136               | 18 settembre 2009 | Spacewatch             |
| 614484 -         | 2009 SK141               | 19 settembre 2009 | Spacewatch             |
| 614485 -         | 2009 SV143               | 19 settembre 2009 | Spacewatch             |
| 614486 -         | 2009 SO149               | 20 settembre 2009 | Spacewatch             |
| 614487 -         | 2009 SK163               | 21 settembre 2009 | Mt. Lemmon Survey      |
| 614488 -         | 2009 SJ165               | 22 settembre 2009 | Spacewatch             |
| 614489 -         | 2009 SZ186               | 21 settembre 2009 | Spacewatch             |
| 614490 -         | 2009 SK196               | 22 settembre 2009 | Mt. Lemmon Survey      |
| 614491 -         | 2009 SP199               | 22 settembre 2009 | Spacewatch             |
| 614492 -         | 2009 SK208               | 23 settembre 2009 | Spacewatch             |
| 614493 -         | 2009 SW210               | 23 settembre 2009 | Spacewatch             |
| 614494 -         | 2009 SJ213               | 23 settembre 2009 | Spacewatch             |
| 614495 -         | 2009 SR213               | 23 settembre 2009 | Spacewatch             |
| 614496 -         | 2009 SC218               | 24 settembre 2009 | Spacewatch             |
| 614497 -         | 2009 SB225               | 25 settembre 2009 | Spacewatch             |
| 614498 -         | 2009 SU234               | 17 settembre 2009 | La Sagra               |
| 614499 -         | 2009 SO244               | 17 settembre 2009 | Spacewatch             |
| 614500 -         | 2009 SG257               | 21 settembre 2009 | Mt. Lemmon Survey      |

## 614501-614600
| Nome     | Designazione provvisoria | Data di scoperta  | Scopritore        |
| -------- | ------------------------ | ----------------- | ----------------- |
| 614501 - | 2009 SS259               | 22 settembre 2009 | Mt. Lemmon Survey |
| 614502 - | 2009 SZ261               | 23 settembre 2009 | Spacewatch        |
| 614503 - | 2009 ST283               | 25 settembre 2009 | Spacewatch        |
| 614504 - | 2009 SK289               | 25 settembre 2009 | Spacewatch        |
| 614505 - | 2009 SU297               | 28 settembre 2009 | Mt. Lemmon Survey |
| 614506 - | 2009 SA303               | 16 settembre 2009 | Mt. Lemmon Survey |
| 614507 - | 2009 ST310               | 18 settembre 2009 | Spacewatch        |
| 614508 - | 2009 SZ317               | 20 settembre 2009 | Spacewatch        |
| 614509 - | 2009 SH342               | 16 settembre 2009 | Spacewatch        |
| 614510 - | 2009 SL342               | 16 settembre 2009 | Spacewatch        |
| 614511 - | 2009 SZ342               | 17 settembre 2009 | Spacewatch        |
| 614512 - | 2009 SZ348               | 16 settembre 2009 | Mt. Lemmon Survey |
| 614513 - | 2009 SL349               | 21 settembre 2009 | Mt. Lemmon Survey |
| 614514 - | 2009 SC350               | 21 settembre 2009 | Mt. Lemmon Survey |
| 614515 - | 2009 SK359               | 22 settembre 2009 | Spacewatch        |
| 614516 - | 2009 TC13                | 15 ottobre 2009   | Stevens, B. L.    |
| 614517 - | 2009 TJ13                | 14 ottobre 2009   | BATTeRS           |
| 614518 - | 2009 TT26                | 14 ottobre 2009   | La Sagra          |
| 614519 - | 2009 TT31                | 15 ottobre 2009   | La Sagra          |
| 614520 - | 2009 TF48                | 12 ottobre 2009   | Mt. Lemmon Survey |
| 614521 - | 2009 UK                  | 16 ottobre 2009   | Mt. Lemmon Survey |
| 614522 - | 2009 UK22                | 17 ottobre 2009   | Mt. Lemmon Survey |
| 614523 - | 2009 UB23                | 17 ottobre 2009   | Mt. Lemmon Survey |
| 614524 - | 2009 UC28                | 22 ottobre 2009   | Mt. Lemmon Survey |
| 614525 - | 2009 UK33                | 18 ottobre 2009   | Mt. Lemmon Survey |
| 614526 - | 2009 UO43                | 18 ottobre 2009   | Mt. Lemmon Survey |
| 614527 - | 2009 UJ55                | 23 ottobre 2009   | Mt. Lemmon Survey |
| 614528 - | 2009 UG57                | 23 ottobre 2009   | Mt. Lemmon Survey |
| 614529 - | 2009 UE59                | 23 ottobre 2009   | Mt. Lemmon Survey |
| 614530 - | 2009 UZ73                | 21 ottobre 2009   | Mt. Lemmon Survey |
| 614531 - | 2009 UU84                | 23 ottobre 2009   | Mt. Lemmon Survey |
| 614532 - | 2009 UP85                | 23 ottobre 2009   | Mt. Lemmon Survey |
| 614533 - | 2009 UK91                | 18 ottobre 2009   | CSS               |
| 614534 - | 2009 UM93                | 26 ottobre 2009   | BATTeRS           |
| 614535 - | 2009 UB98                | 23 ottobre 2009   | Mt. Lemmon Survey |
| 614536 - | 2009 UG105               | 25 ottobre 2009   | CSS               |
| 614537 - | 2009 UL111               | 23 ottobre 2009   | Spacewatch        |
| 614538 - | 2009 UE114               | 21 ottobre 2009   | Mt. Lemmon Survey |
| 614539 - | 2009 UK117               | 22 ottobre 2009   | Mt. Lemmon Survey |
| 614540 - | 2009 UH120               | 23 ottobre 2009   | Mt. Lemmon Survey |
| 614541 - | 2009 UW130               | 26 ottobre 2009   | Mt. Lemmon Survey |
| 614542 - | 2009 UT154               | 17 ottobre 2009   | Mt. Lemmon Survey |
| 614543 - | 2009 VG26                | 8 novembre 2009   | Spacewatch        |
| 614544 - | 2009 VM30                | 9 novembre 2009   | Mt. Lemmon Survey |
| 614545 - | 2009 VU39                | 11 novembre 2009  | Spacewatch        |
| 614546 - | 2009 VA42                | 11 novembre 2009  | Spacewatch        |
| 614547 - | 2009 VY46                | 9 novembre 2009   | Mt. Lemmon Survey |
| 614548 - | 2009 VT48                | 10 novembre 2009  | Spacewatch        |
| 614549 - | 2009 VG56                | 11 novembre 2009  | Mt. Lemmon Survey |
| 614550 - | 2009 VO64                | 9 novembre 2009   | Spacewatch        |
| 614551 - | 2009 VR67                | 9 novembre 2009   | Spacewatch        |
| 614552 - | 2009 VC69                | 9 novembre 2009   | Spacewatch        |
| 614553 - | 2009 VK69                | 9 novembre 2009   | Spacewatch        |
| 614554 - | 2009 VS73                | 11 novembre 2009  | Mt. Lemmon Survey |
| 614555 - | 2009 VL82                | 8 novembre 2009   | Spacewatch        |
| 614556 - | 2009 VR91                | 8 novembre 2009   | CSS               |
| 614557 - | 2009 VY104               | 9 novembre 2009   | CSS               |
| 614558 - | 2009 VE111               | 10 novembre 2009  | La Sagra          |
| 614559 - | 2009 WA4                 | 16 novembre 2009  | Mt. Lemmon Survey |
| 614560 - | 2009 WN4                 | 16 novembre 2009  | Mt. Lemmon Survey |
| 614561 - | 2009 WF7                 | 19 novembre 2009  | Mt. Lemmon Survey |
| 614562 - | 2009 WG14                | 16 novembre 2009  | Mt. Lemmon Survey |
| 614563 - | 2009 WM15                | 16 novembre 2009  | Mt. Lemmon Survey |
| 614564 - | 2009 WO39                | 17 novembre 2009  | Spacewatch        |
| 614565 - | 2009 WN47                | 19 novembre 2009  | Spacewatch        |
| 614566 - | 2009 WV52                | 22 novembre 2009  | BATTeRS           |
| 614567 - | 2009 WE54                | 22 novembre 2009  | Muler, G.         |
| 614568 - | 2009 WM58                | 16 novembre 2009  | Mt. Lemmon Survey |
| 614569 - | 2009 WE59                | 16 novembre 2009  | Mt. Lemmon Survey |
| 614570 - | 2009 WF73                | 18 novembre 2009  | Spacewatch        |
| 614571 - | 2009 WQ73                | 18 novembre 2009  | Spacewatch        |
| 614572 - | 2009 WG93                | 19 novembre 2009  | La Sagra          |
| 614573 - | 2009 WG94                | 20 novembre 2009  | Spacewatch        |
| 614574 - | 2009 WF99                | 21 novembre 2009  | Spacewatch        |
| 614575 - | 2009 WJ105               | 23 novembre 2009  | La Sagra          |
| 614576 - | 2009 WL130               | 20 novembre 2009  | Mt. Lemmon Survey |
| 614577 - | 2009 WP137               | 23 novembre 2009  | Mt. Lemmon Survey |
| 614578 - | 2009 WX159               | 21 novembre 2009  | Spacewatch        |
| 614579 - | 2009 WX167               | 22 novembre 2009  | Spacewatch        |
| 614580 - | 2009 WO182               | 23 novembre 2009  | Spacewatch        |
| 614581 - | 2009 WG201               | 26 novembre 2009  | Spacewatch        |
| 614582 - | 2009 WX202               | 16 novembre 2009  | Spacewatch        |
| 614583 - | 2009 WV212               | 18 novembre 2009  | Spacewatch        |
| 614584 - | 2009 WU236               | 16 novembre 2009  | Spacewatch        |
| 614585 - | 2009 WT237               | 17 novembre 2009  | Spacewatch        |
| 614586 - | 2009 WN245               | 21 novembre 2009  | Spacewatch        |
| 614587 - | 2009 WQ255               | 20 novembre 2009  | Spacewatch        |
| 614588 - | 2009 WC260               | 21 novembre 2009  | Spacewatch        |
| 614589 - | 2009 XZ13                | 13 dicembre 2009  | Mt. Lemmon Survey |
| 614590 - | 2009 XY21                | 15 dicembre 2009  | Mt. Lemmon Survey |
| 614591 - | 2009 XT22                | 13 dicembre 2009  | CSS               |
| 614592 - | 2009 YS6                 | 17 dicembre 2009  | Mt. Lemmon Survey |
| 614593 - | 2009 YU7                 | 16 dicembre 2009  | Spacewatch        |
| 614594 - | 2009 YP19                | 25 dicembre 2009  | Spacewatch        |
| 614595 - | 2010 AS9                 | 6 gennaio 2010    | Spacewatch        |
| 614596 - | 2010 AR21                | 6 gennaio 2010    | Spacewatch        |
| 614597 - | 2010 AJ33                | 7 gennaio 2010    | Spacewatch        |
| 614598 - | 2010 AH58                | 11 gennaio 2010   | Spacewatch        |
| 614599 - | 2010 AB78                | 12 gennaio 2010   | WISE              |
| 614600 - | 2010 BO6                 | 16 gennaio 2010   | WISE              |

## 614601-614700
| Nome                    | Designazione provvisoria | Data di scoperta  | Scopritore                 |
| ----------------------- | ------------------------ | ----------------- | -------------------------- |
| 614601 -                | 2010 BC50                | 20 gennaio 2010   | WISE                       |
| 614602 -                | 2010 BC106               | 25 gennaio 2010   | WISE                       |
| 614603 -                | 2010 CM                  | 6 febbraio 2010   | Mt. Lemmon Survey          |
| 614604 -                | 2010 CB8                 | 7 febbraio 2010   | WISE                       |
| 614605 -                | 2010 CL42                | 6 febbraio 2010   | Mt. Lemmon Survey          |
| 614606 -                | 2010 CY56                | 13 febbraio 2010  | LINEAR                     |
| 614607 -                | 2010 CY57                | 11 febbraio 2010  | WISE                       |
| 614608 -                | 2010 CG59                | 14 febbraio 2010  | LINEAR                     |
| 614609 -                | 2010 CR68                | 10 febbraio 2010  | Spacewatch                 |
| 614610 -                | 2010 CB75                | 13 febbraio 2010  | Mt. Lemmon Survey          |
| 614611 -                | 2010 CF79                | 13 febbraio 2010  | Mt. Lemmon Survey          |
| 614612 -                | 2010 CL79                | 13 febbraio 2010  | Mt. Lemmon Survey          |
| 614613 -                | 2010 CR157               | 15 febbraio 2010  | Spacewatch                 |
| 614614 -                | 2010 CG164               | 10 febbraio 2010  | Spacewatch                 |
| 614615 -                | 2010 CB165               | 10 febbraio 2010  | Spacewatch                 |
| 614616 -                | 2010 CA181               | 13 febbraio 2010  | Pan-STARRS 1               |
| 614617 -                | 2010 CJ181               | 14 febbraio 2010  | Pan-STARRS 1               |
| 614618 -                | 2010 CP183               | 15 febbraio 2010  | Pan-STARRS 1               |
| 614619 -                | 2010 CW183               | 15 febbraio 2010  | Pan-STARRS 1               |
| 614620 -                | 2010 CW225               | 8 febbraio 2010   | WISE                       |
| 614621 -                | 2010 DZ19                | 17 febbraio 2010  | WISE                       |
| 614622 -                | 2010 DH59                | 24 febbraio 2010  | WISE                       |
| 614623 -                | 2010 DD70                | 28 febbraio 2010  | WISE                       |
| 614624 -                | 2010 DV74                | 17 febbraio 2010  | Spacewatch                 |
| 614625 -                | 2010 DU75                | 17 febbraio 2010  | Spacewatch                 |
| 614626 -                | 2010 DO77                | 16 febbraio 2010  | Pan-STARRS 1               |
| 614627 -                | 2010 EZ21                | 9 marzo 2010      | Kurti, S.                  |
| 614628 -                | 2010 ER38                | 5 marzo 2010      | CSS                        |
| 614629 -                | 2010 ER68                | 12 marzo 2010     | Mt. Lemmon Survey          |
| 614630 -                | 2010 EE70                | 12 marzo 2010     | Spacewatch                 |
| 614631 -                | 2010 EQ78                | 12 marzo 2010     | Mt. Lemmon Survey          |
| 614632 -                | 2010 EH103               | 15 marzo 2010     | Mt. Lemmon Survey          |
| 614633 -                | 2010 EM112               | 12 marzo 2010     | Spacewatch                 |
| 614634 -                | 2010 EV113               | 5 marzo 2010      | CSS                        |
| 614635 -                | 2010 EB122               | 15 marzo 2010     | Spacewatch                 |
| 614636 -                | 2010 EE130               | 13 marzo 2010     | Spacewatch                 |
| 614637 -                | 2010 EK131               | 14 marzo 2010     | Spacewatch                 |
| 614638 -                | 2010 EO135               | 13 marzo 2010     | Spacewatch                 |
| 614639 -                | 2010 FE18                | 18 marzo 2010     | Mt. Lemmon Survey          |
| 614640 -                | 2010 FL23                | 18 marzo 2010     | Mt. Lemmon Survey          |
| 614641 Gregbredthauer   | 2010 GV21                | 1º aprile 2010    | WISE                       |
| 614642 -                | 2010 GQ30                | 4 aprile 2010     | Spacewatch                 |
| 614643 -                | 2010 GH65                | 10 aprile 2010    | WISE                       |
| 614644 -                | 2010 GZ103               | 7 aprile 2010     | Spacewatch                 |
| 614645 -                | 2010 GO134               | 14 aprile 2010    | Spacewatch                 |
| 614646 -                | 2010 GX135               | 4 aprile 2010     | Spacewatch                 |
| 614647 -                | 2010 GM144               | 11 aprile 2010    | Mt. Lemmon Survey          |
| 614648 -                | 2010 HS90                | 29 aprile 2010    | WISE                       |
| 614649 -                | 2010 JP7                 | 1º maggio 2010    | WISE                       |
| 614650 -                | 2010 JA30                | 3 maggio 2010     | Spacewatch                 |
| 614651 -                | 2010 JA41                | 7 maggio 2010     | Spacewatch                 |
| 614652 -                | 2010 JB43                | 2 maggio 2010     | Spacewatch                 |
| 614653 -                | 2010 JZ75                | 5 maggio 2010     | Mt. Lemmon Survey          |
| 614654 -                | 2010 JZ86                | 13 maggio 2010    | Tenagra II                 |
| 614655 -                | 2010 JR93                | 10 maggio 2010    | WISE                       |
| 614656 -                | 2010 JC115               | 7 maggio 2010     | Mt. Lemmon Survey          |
| 614657 -                | 2010 JW127               | 13 maggio 2010    | WISE                       |
| 614658 -                | 2010 JL133               | 14 maggio 2010    | WISE                       |
| 614659 -                | 2010 JH155               | 9 maggio 2010     | Mt. Lemmon Survey          |
| 614660 -                | 2010 JQ155               | 9 maggio 2010     | Mt. Lemmon Survey          |
| 614661 -                | 2010 JV157               | 13 maggio 2010    | Mt. Lemmon Survey          |
| 614662 -                | 2010 KF117               | 17 maggio 2010    | Mt. Lemmon Survey          |
| 614663 -                | 2010 KO118               | 30 maggio 2010    | WISE                       |
| 614664 Martinroth       | 2010 LC17                | 2 giugno 2010     | WISE                       |
| 614665 -                | 2010 LT93                | 12 giugno 2010    | WISE                       |
| 614666 -                | 2010 LO101               | 13 giugno 2010    | WISE                       |
| 614667 Rogersmith       | 2010 LB125               | 15 giugno 2010    | WISE                       |
| 614668 -                | 2010 MR5                 | 21 giugno 2010    | WISE                       |
| 614669 -                | 2010 MZ24                | 18 giugno 2010    | WISE                       |
| 614670 -                | 2010 MB115               | 30 giugno 2010    | WISE                       |
| 614671 -                | 2010 NU37                | 8 luglio 2010     | WISE                       |
| 614672 -                | 2010 ND40                | 8 luglio 2010     | WISE                       |
| 614673 -                | 2010 NW65                | 13 luglio 2010    | La Sagra                   |
| 614674 -                | 2010 OW                  | 17 luglio 2010    | WISE                       |
| 614675 -                | 2010 OE117               | 30 luglio 2010    | WISE                       |
| 614676 -                | 2010 PQ8                 | 3 agosto 2010     | LINEAR                     |
| 614677 -                | 2010 PV9                 | 4 agosto 2010     | LINEAR                     |
| 614678 -                | 2010 PK10                | 6 agosto 2010     | LINEAR                     |
| 614679 -                | 2010 PN57                | 7 agosto 2010     | La Sagra                   |
| 614680 -                | 2010 PP74                | 11 agosto 2010    | La Sagra                   |
| 614681 -                | 2010 RS26                | 2 settembre 2010  | La Sagra                   |
| 614682 -                | 2010 RA72                | 10 settembre 2010 | La Sagra                   |
| 614683 -                | 2010 RQ83                | 1º settembre 2010 | Mt. Lemmon Survey          |
| 614684 -                | 2010 RQ106               | 10 settembre 2010 | Spacewatch                 |
| 614685 -                | 2010 RM157               | 4 settembre 2010  | La Sagra                   |
| 614686 -                | 2010 RZ159               | 2 settembre 2010  | Mt. Lemmon Survey          |
| 614687 -                | 2010 UF105               | 11 novembre 2010  | Mount Lemmon Survey        |
| 614688 -                | 2011 KN36                | 30 maggio 2011    | Micheli, M., Tholen, D. J. |
| (614689) 2020 XL5       | 2020 XL5                 | 12 dicembre 2020  | Pan-STARRS 1               |
| 614690 Conversimarcello | 2021 XT6                 | 4 dicembre 2021   | Conversi L., Micheli, M.   |
| 614691 -                | 1994 AM9                 | 8 gennaio 1994    | Spacewatch                 |
| 614692 -                | 1995 GE10                | 23 ottobre 2008   | Mount Lemmon Survey        |
| 614693 -                | 1995 OL9                 | 27 luglio 1995    | Spacewatch                 |
| 614694 -                | 1995 SM42                | 25 settembre 1995 | Spacewatch                 |
| 614695 -                | 1995 SP80                | 30 settembre 1995 | Spacewatch                 |
| 614696 -                | 1995 SM88                | 26 settembre 1995 | Spacewatch                 |
| 614697 -                | 1995 SJ89                | 29 settembre 1995 | Spacewatch                 |
| 614698 -                | 1995 SS90                | 14 settembre 2006 | Spacewatch                 |
| 614699 -                | 1995 TG7                 | 15 ottobre 1995   | Spacewatch                 |
| 614700 -                | 1995 UP22                | 19 ottobre 1995   | Spacewatch                 |

## 614701-614800
| Nome     | Designazione provvisoria | Data di scoperta  | Scopritore           |
| -------- | ------------------------ | ----------------- | -------------------- |
| 614701 - | 1995 UV22                | 19 ottobre 1995   | Spacewatch           |
| 614702 - | 1995 US24                | 19 ottobre 1995   | Spacewatch           |
| 614703 - | 1995 UT31                | 21 ottobre 1995   | Spacewatch           |
| 614704 - | 1995 UL56                | 23 ottobre 1995   | Spacewatch           |
| 614705 - | 1995 UC58                | 28 ottobre 1995   | Spacewatch           |
| 614706 - | 1995 UU66                | 17 ottobre 1995   | Spacewatch           |
| 614707 - | 1995 UT81                | 28 ottobre 1995   | Spacewatch           |
| 614708 - | 1995 WD24                | 18 novembre 1995  | Spacewatch           |
| 614709 - | 1995 YV26                | 20 dicembre 1995  | Spacewatch           |
| 614710 - | 1996 BW14                | 18 gennaio 1996   | Spacewatch           |
| 614711 - | 1996 CW4                 | 10 febbraio 1996  | Spacewatch           |
| 614712 - | 1996 EH3                 | 11 marzo 1996     | Spacewatch           |
| 614713 - | 1996 RU21                | 7 settembre 1996  | Spacewatch           |
| 614714 - | 1996 RF34                | 19 settembre 2003 | Spacewatch           |
| 614715 - | 1996 TX43                | 5 ottobre 1996    | Spacewatch           |
| 614716 - | 1996 VQ25                | 10 novembre 1996  | Spacewatch           |
| 614717 - | 1996 VS37                | 13 novembre 1996  | Spacewatch           |
| 614718 - | 1996 VF42                | 29 novembre 2003  | Spacewatch           |
| 614719 - | 1996 WG1                 | 18 novembre 1996  | Spacewatch           |
| 614720 - | 1996 XK24                | 6 dicembre 1996   | Spacewatch           |
| 614721 - | 1997 NE1                 | 2 luglio 1997     | Spacewatch           |
| 614722 - | 1997 NV3                 | 6 luglio 1997     | Spacewatch           |
| 614723 - | 1997 TP8                 | 4 ottobre 1997    | Spacewatch           |
| 614724 - | 1997 TT30                | 6 settembre 2013  | Spacewatch           |
| 614725 - | 1997 UV12                | 23 ottobre 1997   | Spacewatch           |
| 614726 - | 1997 YN13                | 29 dicembre 1997  | Spacewatch           |
| 614727 - | 1998 BY39                | 31 gennaio 1998   | Spacewatch           |
| 614728 - | 1998 DW18                | 24 febbraio 1998  | Spacewatch           |
| 614729 - | 1998 HE159               | 9 novembre 2009   | Mount Lemmon Survey  |
| 614730 - | 1998 KX42                | 28 maggio 1998    | Spacewatch           |
| 614731 - | 1998 QB112               | 30 agosto 1998    | Spacewatch           |
| 614732 - | 1998 QE112               | 26 luglio 2008    | Siding Spring Survey |
| 614733 - | 1998 RO21                | 15 settembre 1998 | Spacewatch           |
| 614734 - | 1998 SW17                | 17 settembre 1998 | Spacewatch           |
| 614735 - | 1998 SO28                | 17 settembre 1998 | Spacewatch           |
| 614736 - | 1998 ST178               | 24 ottobre 1998   | Spacewatch           |
| 614737 - | 1998 SH180               | 19 settembre 1998 | SDSS Collaboration   |
| 614738 - | 1998 SG181               | 28 settembre 1998 | Spacewatch           |
| 614739 - | 1998 SW181               | 19 settembre 1998 | SDSS Collaboration   |
| 614740 - | 1998 TR24                | 14 ottobre 1998   | Spacewatch           |
| 614741 - | 1998 UO10                | 16 ottobre 1998   | Spacewatch           |
| 614742 - | 1998 UG51                | 29 ottobre 1998   | Spacewatch           |
| 614743 - | 1998 UJ51                | 18 ottobre 2003   | Spacewatch           |
| 614744 - | 1998 VE41                | 14 novembre 1998  | Spacewatch           |
| 614745 - | 1998 VL57                | 14 novembre 1998  | Spacewatch           |
| 614746 - | 1998 YY33                | 22 ottobre 2005   | Spacewatch           |
| 614747 - | 1999 BR8                 | 19 gennaio 1999   | Spacewatch           |
| 614748 - | 1999 BS35                | 22 giugno 2007    | Spacewatch           |
| 614749 - | 1999 EL15                | 14 agosto 2012    | Bernasconi, L.       |
| 614750 - | 1999 EO15                | 31 agosto 2005    | Spacewatch           |
| 614751 - | 1999 FY97                | 30 novembre 2000  | Spacewatch           |
| 614752 - | 1999 FM99                | 3 ottobre 2013    | Mount Lemmon Survey  |
| 614753 - | 1999 FC101               | 23 aprile 2015    | Pan-STARRS 1         |
| 614754 - | 1999 KB9                 | 18 maggio 1999    | LINEAR               |
| 614755 - | 1999 PY6                 | 6 agosto 1999     | Parker, J. Wm.       |
| 614756 - | 1999 PF9                 | 16 settembre 2003 | Spacewatch           |
| 614757 - | 1999 RZ29                | 8 settembre 1999  | LINEAR               |
| 614758 - | 1999 RP90                | 22 agosto 1999    | CSS                  |
| 614759 - | 1999 RK243               | 4 settembre 1999  | Spacewatch           |
| 614760 - | 1999 RV259               | 16 marzo 2007     | Mount Lemmon Survey  |
| 614761 - | 1999 RV260               | 21 ottobre 2006   | Mount Lemmon Survey  |
| 614762 - | 1999 TT2                 | 2 ottobre 1999    | Spacewatch           |
| 614763 - | 1999 TJ46                | 4 ottobre 1999    | Spacewatch           |
| 614764 - | 1999 TB52                | 4 ottobre 1999    | Spacewatch           |
| 614765 - | 1999 TD57                | 19 settembre 2003 | Spacewatch           |
| 614766 - | 1999 TG58                | 6 ottobre 1999    | Spacewatch           |
| 614767 - | 1999 TN70                | 9 ottobre 1999    | Spacewatch           |
| 614768 - | 1999 TV71                | 9 ottobre 1999    | Spacewatch           |
| 614769 - | 1999 TV84                | 13 ottobre 1999   | Spacewatch           |
| 614770 - | 1999 TY262               | 15 ottobre 1999   | Spacewatch           |
| 614771 - | 1999 TW307               | 4 ottobre 1999    | Spacewatch           |
| 614772 - | 1999 TK321               | 17 gennaio 2005   | Spacewatch           |
| 614773 - | 1999 TO337               | 8 agosto 2016     | Pan-STARRS 1         |
| 614774 - | 1999 TO339               | 16 ottobre 2003   | Spacewatch           |
| 614775 - | 1999 TK342               | 16 marzo 2004     | Spacewatch           |
| 614776 - | 1999 UO53                | 19 ottobre 1999   | Spacewatch           |
| 614777 - | 1999 UB59                | 14 ottobre 1999   | Spacewatch           |
| 614778 - | 1999 UN61                | 12 ottobre 1999   | Spacewatch           |
| 614779 - | 1999 UW65                | 17 novembre 2006  | Spacewatch           |
| 614780 - | 1999 UH66                | 2 ottobre 2006    | Mount Lemmon Survey  |
| 614781 - | 1999 VA18                | 2 novembre 1999   | Spacewatch           |
| 614782 - | 1999 VZ41                | 4 novembre 1999   | Spacewatch           |
| 614783 - | 1999 VH47                | 4 novembre 1999   | LINEAR               |
| 614784 - | 1999 VU106               | 9 novembre 1999   | LINEAR               |
| 614785 - | 1999 VJ134               | 10 novembre 1999  | Spacewatch           |
| 614786 - | 1999 VF154               | 11 novembre 1999  | Spacewatch           |
| 614787 - | 1999 VU174               | 1º novembre 1999  | Spacewatch           |
| 614788 - | 1999 VP214               | 1º novembre 1999  | Spacewatch           |
| 614789 - | 1999 VE215               | 1º novembre 1999  | Spacewatch           |
| 614790 - | 1999 VP224               | 5 novembre 1999   | Spacewatch           |
| 614791 - | 1999 VA232               | 23 maggio 2006    | Spacewatch           |
| 614792 - | 1999 VE233               | 27 aprile 2012    | Pan-STARRS 1         |
| 614793 - | 1999 XJ226               | 14 dicembre 1999  | Spacewatch           |
| 614794 - | 1999 XV240               | 7 dicembre 1999   | CSS                  |
| 614795 - | 1999 XD255               | 12 dicembre 1999  | Spacewatch           |
| 614796 - | 1999 XA266               | 11 dicembre 2013  | Mount Lemmon Survey  |
| 614797 - | 2000 AW212               | 6 gennaio 2000    | Spacewatch           |
| 614798 - | 2000 AC259               | 20 ottobre 2011   | Mount Lemmon Survey  |
| 614799 - | 2000 AQ259               | 30 maggio 2014    | Pan-STARRS 1         |
| 614800 - | 2000 BF31                | 26 gennaio 2000   | Spacewatch           |

## 614801-614900
| Nome     | Designazione provvisoria | Data di scoperta  | Scopritore                      |
| -------- | ------------------------ | ----------------- | ------------------------------- |
| 614801 - | 2000 BH41                | 12 gennaio 2000   | Spacewatch                      |
| 614802 - | 2000 BQ53                | 16 gennaio 2000   | Spacewatch                      |
| 614803 - | 2000 CF73                | 30 gennaio 2000   | Spacewatch                      |
| 614804 - | 2000 CB103               | 6 febbraio 2000   | LINEAR                          |
| 614805 - | 2000 CH107               | 26 gennaio 2000   | Spacewatch                      |
| 614806 - | 2000 CS109               | 8 febbraio 2000   | Spacewatch                      |
| 614807 - | 2000 CG119               | 14 febbraio 2000  | Spacewatch                      |
| 614808 - | 2000 CM134               | 4 febbraio 2000   | Spacewatch                      |
| 614809 - | 2000 CV138               | 5 febbraio 2000   | Spacewatch                      |
| 614810 - | 2000 CZ150               | 27 novembre 2006  | Mount Lemmon Survey             |
| 614811 - | 2000 CY153               | 4 marzo 2011      | Mount Lemmon Survey             |
| 614812 - | 2000 CG154               | 29 marzo 2014     | Pan-STARRS 1                    |
| 614813 - | 2000 CP154               | 2 aprile 2011     | Pan-STARRS 1                    |
| 614814 - | 2000 CL156               | 21 agosto 2006    | Spacewatch                      |
| 614815 - | 2000 DH52                | 29 febbraio 2000  | LINEAR                          |
| 614816 - | 2000 EJ99                | 3 marzo 2000      | Spacewatch                      |
| 614817 - | 2000 EG142               | 3 marzo 2000      | LINEAR                          |
| 614818 - | 2000 EV202               | 5 marzo 2000      | Wittman, D.                     |
| 614819 - | 2000 EO211               | 1º aprile 2011    | Spacewatch                      |
| 614820 - | 2000 FJ53                | 30 marzo 2000     | Spacewatch                      |
| 614821 - | 2000 FH74                | 30 marzo 2000     | Spacewatch                      |
| 614822 - | 2000 GV51                | 5 aprile 2000     | LINEAR                          |
| 614823 - | 2000 GL188               | 20 ottobre 2011   | Spacewatch                      |
| 614824 - | 2000 GD189               | 7 febbraio 2011   | Mount Lemmon Survey             |
| 614825 - | 2000 HE18                | 24 aprile 2000    | Spacewatch                      |
| 614826 - | 2000 HN91                | 30 aprile 2013    | Mount Lemmon Survey             |
| 614827 - | 2000 HU102               | 26 aprile 2000    | Spacewatch                      |
| 614828 - | 2000 HV105               | 22 ottobre 2003   | Spacewatch                      |
| 614829 - | 2000 HD106               | 3 ottobre 2013    | Pan-STARRS 1                    |
| 614830 - | 2000 JY64                | 14 marzo 2000     | CSS                             |
| 614831 - | 2000 JQ94                | 1º maggio 2000    | Spacewatch                      |
| 614832 - | 2000 JW94                | 4 maggio 2000     | SDSS Collaboration              |
| 614833 - | 2000 JW96                | 14 marzo 2016     | Mount Lemmon Survey             |
| 614834 - | 2000 JE97                | 31 marzo 2011     | Mount Lemmon Survey             |
| 614835 - | 2000 JR97                | 12 ottobre 2016   | Pan-STARRS 1                    |
| 614836 - | 2000 KZ35                | 27 maggio 2000    | LINEAR                          |
| 614837 - | 2000 KN43                | 26 maggio 2000    | Spacewatch                      |
| 614838 - | 2000 KJ44                | 28 maggio 2000    | Spacewatch                      |
| 614839 - | 2000 KM68                | 29 maggio 2000    | LINEAR                          |
| 614840 - | 2000 KJ69                | 29 maggio 2000    | Spacewatch                      |
| 614841 - | 2000 KT84                | 7 novembre 2015   | Mount Lemmon Survey             |
| 614842 - | 2000 MT7                 | 25 giugno 2000    | Spacewatch                      |
| 614843 - | 2000 MU7                 | 18 ottobre 2012   | Pan-STARRS 1                    |
| 614844 - | 2000 OD65                | 31 luglio 2000    | Buie, M. W., Kern, S. D.        |
| 614845 - | 2000 OH70                | 5 settembre 2013  | CSS                             |
| 614846 - | 2000 OV70                | 5 settembre 2008  | Spacewatch                      |
| 614847 - | 2000 PK33                | 14 ottobre 2004   | Spacewatch                      |
| 614848 - | 2000 QW115               | 26 agosto 2000    | LINEAR                          |
| 614849 - | 2000 QB224               | 26 agosto 2000    | Spacewatch                      |
| 614850 - | 2000 QG233               | 25 agosto 2000    | Millis, R. L., Wasserman, L. H. |
| 614851 - | 2000 QU233               | 25 agosto 2000    | Millis, R. L., Wasserman, L. H. |
| 614852 - | 2000 QU255               | 1º aprile 2008    | Mount Lemmon Survey             |
| 614853 - | 2000 QD258               | 15 dicembre 2006  | Spacewatch                      |
| 614854 - | 2000 QP258               | 20 settembre 2014 | Pan-STARRS 1                    |
| 614855 - | 2000 QU260               | 28 febbraio 2009  | Spacewatch                      |
| 614856 - | 2000 RC109               | 4 settembre 2000  | Spacewatch                      |
| 614857 - | 2000 RP110               | 14 novembre 2010  | Hug, G.                         |
| 614858 - | 2000 RW110               | 26 febbraio 2014  | Pan-STARRS 1                    |
| 614859 - | 2000 RM111               | 6 gennaio 2006    | Mount Lemmon Survey             |
| 614860 - | 2000 RO111               | 13 agosto 2012    | Pan-STARRS 1                    |
| 614861 - | 2000 RW111               | 27 agosto 2014    | Pan-STARRS 1                    |
| 614862 - | 2000 SZ37                | 4 settembre 2000  | LONEOS                          |
| 614863 - | 2000 SS49                | 23 settembre 2000 | LINEAR                          |
| 614864 - | 2000 SP198               | 24 settembre 2000 | LINEAR                          |
| 614865 - | 2000 SY283               | 23 settembre 2000 | LINEAR                          |
| 614866 - | 2000 SA330               | 27 settembre 2000 | Spacewatch                      |
| 614867 - | 2000 SP378               | 9 agosto 2004     | Siding Spring Survey            |
| 614868 - | 2000 SC379               | 9 novembre 2013   | Mount Lemmon Survey             |
| 614869 - | 2000 SH382               | 26 settembre 2000 | Spacewatch                      |
| 614870 - | 2000 SF383               | 30 novembre 2010  | Mount Lemmon Survey             |
| 614871 - | 2000 SP384               | 16 marzo 2012     | Mount Lemmon Survey             |
| 614872 - | 2000 SV384               | 12 ottobre 2013   | Mount Lemmon Survey             |
| 614873 - | 2000 TH32                | 5 ottobre 2000    | Spacewatch                      |
| 614874 - | 2000 TM49                | 1º ottobre 2000   | LINEAR                          |
| 614875 - | 2000 TL75                | 15 maggio 2004    | CINEOS                          |
| 614876 - | 2000 TS79                | 13 dicembre 2015  | Pan-STARRS 1                    |
| 614877 - | 2000 TA80                | 8 dicembre 2010   | Spacewatch                      |
| 614878 - | 2000 TU81                | 7 ottobre 2012    | Pan-STARRS 1                    |
| 614879 - | 2000 UY15                | 1º ottobre 2000   | LINEAR                          |
| 614880 - | 2000 VN4                 | 6 ottobre 2000    | LONEOS                          |
| 614881 - | 2000 VX65                | 25 settembre 2011 | Pan-STARRS 1                    |
| 614882 - | 2000 WS11                | 20 novembre 2000  | Spacewatch                      |
| 614883 - | 2000 WT19                | 19 novembre 2000  | Spacewatch                      |
| 614884 - | 2000 WN129               | 19 novembre 2000  | Spacewatch                      |
| 614885 - | 2000 WU198               | 2 giugno 2003     | Spacewatch                      |
| 614886 - | 2000 WH199               | 21 ottobre 2011   | Mount Lemmon Survey             |
| 614887 - | 2000 WR199               | 6 agosto 2008     | Siding Spring Survey            |
| 614888 - | 2000 WO202               | 30 novembre 2005  | Spacewatch                      |
| 614889 - | 2000 YW100               | 31 dicembre 2000  | AMOS                            |
| 614890 - | 2000 YV118               | 23 ottobre 2003   | Spacewatch                      |
| 614891 - | 2001 AM54                | 10 giugno 2015    | Pan-STARRS 1                    |
| 614892 - | 2001 DV53                | 16 febbraio 2001  | Spacewatch                      |
| 614893 - | 2001 DG114               | 29 gennaio 2009   | Mount Lemmon Survey             |
| 614894 - | 2001 DY115               | 28 novembre 2016  | Pan-STARRS 1                    |
| 614895 - | 2001 DE116               | 19 dicembre 2003  | Spacewatch                      |
| 614896 - | 2001 DN118               | 10 agosto 2007    | Spacewatch                      |
| 614897 - | 2001 DN119               | 5 dicembre 2008   | Mount Lemmon Survey             |
| 614898 - | 2001 FM182               | 24 marzo 2001     | Spacewatch                      |
| 614899 - | 2001 FH203               | 19 settembre 2007 | Spacewatch                      |
| 614900 - | 2001 FK205               | 21 marzo 2001     | Kitt Peak                       |

## 614901-615000
| Nome     | Designazione provvisoria | Data di scoperta  | Scopritore                      |
| -------- | ------------------------ | ----------------- | ------------------------------- |
| 614901 - | 2001 FA221               | 22 marzo 2001     | Kitt Peak                       |
| 614902 - | 2001 FR225               | 22 marzo 2001     | Kitt Peak                       |
| 614903 - | 2001 FS228               | 23 marzo 2001     | Kitt Peak                       |
| 614904 - | 2001 FY233               | 8 giugno 2005     | Spacewatch                      |
| 614905 - | 2001 FG244               | 22 marzo 2001     | Spacewatch                      |
| 614906 - | 2001 FJ244               | 20 marzo 2001     | Spacewatch                      |
| 614907 - | 2001 FF245               | 1º febbraio 2006  | Spacewatch                      |
| 614908 - | 2001 FC246               | 25 gennaio 2009   | Spacewatch                      |
| 614909 - | 2001 FK247               | 17 giugno 2012    | Mount Lemmon Survey             |
| 614910 - | 2001 KX2                 | 25 aprile 2001    | LONEOS                          |
| 614911 - | 2001 KJ18                | 16 maggio 2001    | Spacewatch                      |
| 614912 - | 2001 KP80                | 27 febbraio 2012  | Pan-STARRS 1                    |
| 614913 - | 2001 KS80                | 3 febbraio 2016   | Pan-STARRS 1                    |
| 614914 - | 2001 KZ80                | 18 novembre 2003  | Spacewatch                      |
| 614915 - | 2001 KB81                | 5 aprile 2005     | NEAT                            |
| 614916 - | 2001 KR81                | 24 settembre 2008 | Spacewatch                      |
| 614917 - | 2001 KV81                | 20 aprile 2012    | Mount Lemmon Survey             |
| 614918 - | 2001 KX82                | 26 settembre 2012 | Mount Lemmon Survey             |
| 614919 - | 2001 KD83                | 18 settembre 2009 | Mount Lemmon Survey             |
| 614920 - | 2001 KJ83                | 18 aprile 2015    | Spacewatch                      |
| 614921 - | 2001 KZ83                | 13 settembre 2013 | Mount Lemmon Survey             |
| 614922 - | 2001 KD84                | 22 febbraio 2009  | Spacewatch                      |
| 614923 - | 2001 KV84                | 29 dicembre 2013  | Pan-STARRS 1                    |
| 614924 - | 2001 LZ19                | 20 novembre 2008  | Spacewatch                      |
| 614925 - | 2001 LA20                | 1º novembre 2015  | Pan-STARRS 1                    |
| 614926 - | 2001 LK20                | 4 novembre 2013   | Pan-STARRS 1                    |
| 614927 - | 2001 LU20                | 4 febbraio 2005   | Mount Lemmon Survey             |
| 614928 - | 2001 MC22                | 28 giugno 2001    | NEAT                            |
| 614929 - | 2001 OU                  | 17 luglio 2001    | NEAT                            |
| 614930 - | 2001 OC4                 | 18 luglio 2001    | NEAT                            |
| 614931 - | 2001 OD27                | 18 luglio 2001    | NEAT                            |
| 614932 - | 2001 OM28                | 18 luglio 2001    | NEAT                            |
| 614933 - | 2001 OK59                | 21 luglio 2001    | AMOS                            |
| 614934 - | 2001 OM91                | 13 luglio 2001    | NEAT                            |
| 614935 - | 2001 OJ114               | 16 ottobre 2007   | Mount Lemmon Survey             |
| 614936 - | 2001 OK114               | 25 maggio 2014    | Pan-STARRS 1                    |
| 614937 - | 2001 OZ114               | 13 ottobre 2016   | Mount Lemmon Survey             |
| 614938 - | 2001 OM115               | 19 luglio 2001    | NEAT                            |
| 614939 - | 2001 PX16                | 9 agosto 2001     | NEAT                            |
| 614940 - | 2001 PN23                | 11 agosto 2001    | AMOS                            |
| 614941 - | 2001 PE43                | 12 agosto 2001    | AMOS                            |
| 614942 - | 2001 PP49                | 30 luglio 2001    | NEAT                            |
| 614943 - | 2001 PN55                | 14 agosto 2001    | AMOS                            |
| 614944 - | 2001 PB68                | 1º agosto 2001    | NEAT                            |
| 614945 - | 2001 QM44                | 16 agosto 2001    | LINEAR                          |
| 614946 - | 2001 QB98                | 25 luglio 2001    | AMOS                            |
| 614947 - | 2001 QW150               | 23 agosto 2001    | LINEAR                          |
| 614948 - | 2001 QX164               | 14 agosto 2001    | AMOS                            |
| 614949 - | 2001 QH185               | 17 agosto 2001    | NEAT                            |
| 614950 - | 2001 QK205               | 19 agosto 2001    | LINEAR                          |
| 614951 - | 2001 QJ307               | 19 agosto 2001    | Cerro Tololo                    |
| 614952 - | 2001 QW308               | 19 agosto 2001    | Cerro Tololo                    |
| 614953 - | 2001 QW329               | 24 agosto 2001    | LONEOS                          |
| 614954 - | 2001 QB336               | 13 agosto 2012    | Pan-STARRS 1                    |
| 614955 - | 2001 QF337               | 25 agosto 2001    | Spacewatch                      |
| 614956 - | 2001 QL339               | 24 agosto 2001    | Spacewatch                      |
| 614957 - | 2001 RD35                | 8 settembre 2001  | LINEAR                          |
| 614958 - | 2001 RW51                | 22 maggio 2001    | Elliot, J. L., Wasserman, L. H. |
| 614959 - | 2001 RR95                | 12 settembre 2001 | LINEAR                          |
| 614960 - | 2001 RU96                | 12 settembre 2001 | Spacewatch                      |
| 614961 - | 2001 RE97                | 24 agosto 2001    | Spacewatch                      |
| 614962 - | 2001 RZ98                | 12 settembre 2001 | LINEAR                          |
| 614963 - | 2001 RH103               | 28 agosto 2001    | NEAT                            |
| 614964 - | 2001 RF106               | 16 agosto 2001    | LINEAR                          |
| 614965 - | 2001 RO140               | 12 settembre 2001 | LINEAR                          |
| 614966 - | 2001 RQ156               | 10 aprile 2013    | Pan-STARRS 1                    |
| 614967 - | 2001 RF157               | 17 giugno 2004    | Spacewatch                      |
| 614968 - | 2001 RC158               | 13 gennaio 2011   | Mount Lemmon Survey             |
| 614969 - | 2001 SD91                | 26 agosto 2001    | Spacewatch                      |
| 614970 - | 2001 SE99                | 20 settembre 2001 | LINEAR                          |
| 614971 - | 2001 SX102               | 23 maggio 2001    | Elliot, J. L., Wasserman, L. H. |
| 614972 - | 2001 SD112               | 19 settembre 2001 | LINEAR                          |
| 614973 - | 2001 SM144               | 12 settembre 2001 | Spacewatch                      |
| 614974 - | 2001 SC184               | 25 agosto 2001    | LONEOS                          |
| 614975 - | 2001 SH185               | 19 settembre 2001 | LINEAR                          |
| 614976 - | 2001 SW185               | 23 maggio 2001    | Elliot, J. L., Wasserman, L. H. |
| 614977 - | 2001 SL187               | 27 agosto 2001    | LONEOS                          |
| 614978 - | 2001 SK219               | 19 settembre 2001 | LINEAR                          |
| 614979 - | 2001 SR230               | 19 settembre 2001 | LINEAR                          |
| 614980 - | 2001 SY230               | 19 settembre 2001 | LINEAR                          |
| 614981 - | 2001 SP234               | 24 agosto 2001    | LINEAR                          |
| 614982 - | 2001 SZ254               | 19 settembre 2001 | LINEAR                          |
| 614983 - | 2001 SH258               | 20 settembre 2001 | LINEAR                          |
| 614984 - | 2001 SQ274               | 20 settembre 2001 | Spacewatch                      |
| 614985 - | 2001 SE300               | 12 settembre 2001 | Spacewatch                      |
| 614986 - | 2001 SO305               | 18 settembre 2001 | Spacewatch                      |
| 614987 - | 2001 SN314               | 23 settembre 2001 | LINEAR                          |
| 614988 - | 2001 SB330               | 28 agosto 2001    | Spacewatch                      |
| 614989 - | 2001 SB354               | 11 luglio 2005    | Mount Lemmon Survey             |
| 614990 - | 2001 SP360               | 28 luglio 2014    | Pan-STARRS 1                    |
| 614991 - | 2001 SF362               | 21 gennaio 2015   | Pan-STARRS 1                    |
| 614992 - | 2001 TM26                | 7 ottobre 2001    | NEAT                            |
| 614993 - | 2001 TZ82                | 28 settembre 2001 | NEAT                            |
| 614994 - | 2001 TA147               | 10 ottobre 2001   | NEAT                            |
| 614995 - | 2001 TO165               | 28 settembre 2001 | NEAT                            |
| 614996 - | 2001 TO181               | 14 ottobre 2001   | LINEAR                          |
| 614997 - | 2001 TC207               | 11 ottobre 2001   | NEAT                            |
| 614998 - | 2001 TX207               | 12 settembre 2001 | Spacewatch                      |
| 614999 - | 2001 TD212               | 13 ottobre 2001   | LINEAR                          |
| 615000 - | 2001 TT261               | 15 dicembre 2006  | Spacewatch                      |